# 尼奧斯湖災難
尼奧斯湖災難（英語：Lake Nyos disaster）是1986年8月21日喀麥隆西北部的尼奧斯湖發生的一場湖底噴發。此次爆發釋放出約100,000到300,000噸的二氧化碳（CO
2）到大氣內，之後聚集而成的氣體雲以接近100每小時（62英里每小時）上升，由於空氣的比重較小的關係，二氧化碳向下散發至周邊的村落，進而把湖泊25（16英里）內的空氣全部排擠掉，造成多達1,746人和3,500隻牲畜死亡。
爆發發生後，喀麥隆政府在尼奧斯湖上安裝了一個排氣系統，目的是減低湖底下的CO
2濃度，從而降低其進一步噴發的風險。

## 爆發和氣體雲

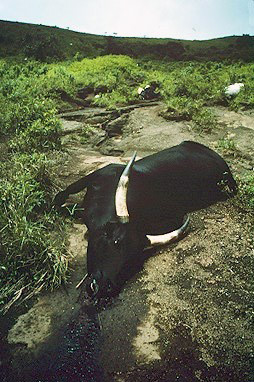
因吸入過多噴發出的二氧化碳而窒息身亡的家牛

目前尚未清楚引發這場災難性釋氣的原因，大多數地質學家懷疑是山體滑坡導致，但亦有人認為是湖底發生了小型的火山爆發，第三種可能則是雨水落到湖面的一側後引致爆發。有些人指出是因為地震導致，但沒有目擊者表示災難發生當天感受到震動，因此這個假設的可能性較低。但無論原因是什麼，尼奧斯湖災難都令過飽和的深層湖水迅速與自行減壓並發生泡騰現象，正排放出大量CO2的淺層湖水混合。
一般認為遭到釋放的氣體有大約1.2立方（0.29立方英里）。由於富含鐵的水從深處上升到湖面並被空氣氧化，導致通常呈藍色的湖水在放氣後變成深紅色。科學家推斷爆炸發生後，尼奧斯湖曾出現一條約100米（330英尺）高的水柱和泡沫，同時還產生了至少25（82英尺）高的波浪，隨後湖的水位因此下降了將近一米，湖邊的樹木也被掃倒。
二氧化碳的密度約為空氣的1.5倍，也因如此其厚約50（160英尺）的氣體雲團急速下降至地面，並以20—50每小時（12—31英里每小時），沿著有著許多村莊的山谷向下飄散。該雲團的濃度足以讓23（14英里）範圍內居住於尼奧斯、卡姆（Kam）、查（Cha）和蘇布姆（Subum）等村落的大部分居民窒息。事後有大約4,000名居民逃離尼奧斯湖周邊地區，其中許多人因氣體雲而出現呼吸問題、機能障礙和癱瘓。
其他火山气体亦有可能與CO2一起遭到釋放，有一些生還者指稱他們聞到火藥或臭雞蛋的味道，而這些都是二氧化硫和硫化氫的濃度高於其嗅覺阈值的證據。然而CO2 是湖水樣本中唯一檢測到的氣體，這表明其是釋放出的主要氣體，因此是災難發生的主要原因。

## 對生還者的影響
其中一位來自蘇布姆（Subum）的生還者約瑟夫·恩克溫（Joseph Nkwain）描述自己在湖底爆發發生後的境況：
「我說不了話，也有點意識模糊，更連張開嘴巴都做不了，因為那時候我聞到一些很糟糕的東西……我聽到我女兒以一種很可怕，非常不正常的方式打鼾……當我想跨過我女兒的床時，我倒下了。直到（星期五）早上九點，我才被一個朋友敲門叫醒，在此之前我一直躺在那裡……我很驚訝地發現我的褲子已經染紅了，還出現一些像蜂蜜一樣的血漬，身體上也有一些澱粉糊……我的手臂有些我根本不知道從何而來的傷口……我打開門，想開口說話但完全做不到……我的女兒早就死了……當我走到她的床邊時，我還在想她只是睡著了而已。我之後睡到當天下午4:30才醒過來……然後我設法走到鄰居的家，但他們都死了……我打算離開……因為我大部分的親戚都生活在武姆……我找到了我的摩托車，一位在這次災難中失去其父親的朋友亦隨我而去……當我穿過尼奧斯，一路駕駛的時候……我完全找不到任何生命的跡象……我走不了路，就更別提說話了……我的身體虛弱到不得了。」
在爆炸發生後，大部分生還者都被送到喀麥隆首都雅溫得的醫院接受治療。人們認為他們是因吸入過量含有氫和硫的混合氣體而中毒，而這些氣體會導致生還者出現類似於遭到勒頸的眼睛和鼻子灼痛、咳嗽與窒息症狀。

## 事後
尼奧斯湖災難的規模導致了很多關於如何防止復發湖底噴發的研究，一些研究人員提出在湖中間的木棑上安裝脫氣柱，其原理是通過管道將湖底下高度飽和的水抽上來，以緩慢排出水中的CO
2。最初的想法是使用水泵，但此舉會讓在釋放其中的氣體前，水泵會提起內有泡騰水的脫氣柱，同時使過程自持。從1995年開始，喀麥隆政府成功進行可行性研究，並於2001年在尼奧斯湖安裝第一支永久脫氣管，另外兩支管道則在10年後安插。
在尼奧斯湖災難發生之後，科學家們調查了其他非洲的湖泊，看看它們會否發生類似的爆發。例如位於剛果民主共和國和盧旺達邊界之間，比尼奧斯湖大2,000倍的基伏湖亦被發現有過飽和的情況，地質學家發現證據表明該湖周圍大約每一千年便會發生一次湖底爆發。

## 流行文化
2016年，希臘小說家巴西萊奧斯·德羅里亞斯（Basileios Drolias）發行了一本以尼奧斯湖災難為題材的小說。

## 外部連結
- 尼奧斯湖周遭區域的Google Earth鳥瞰景觀